# Oca (Parque do Ibirapuera)
O Pavilhão Lucas Nogueira Garcez, popularmente conhecido como Oca, é um pavilhão de exposições localizado no Parque do Ibirapuera, na cidade de São Paulo, Brasil.
Foi projetado por Oscar Niemeyer em 1951, para compor o conjunto arquitetônico original do Parque do Ibirapuera, construído para comemorar o IV Centenário da Cidade de São Paulo, que se deu em 1954.
A Oca abrigou no passado o Museu da Aeronáutica de São Paulo e o Museu do Folclore. Mais recentemente, o edifício tem sido utilizado para abrigar grandes exposições.